# الأمين النهدي
الأمين النَهْدِي ممثل هزلي تونسي، ولد بالكاف.

## أعماله

### السينمائية
- فردة ولقات أختها (1978).
- ريح السد (1986).
- عرب (1988).
- حلو ومر (2000).
- أنيستو حنبعل (2021).

### التلفزية
- الزميل (2014).
- قهوة جلول (2005).

- تاكسي
- عجبكش

### المسرحية
- فر فر.
- الكريطة (1974).
- السلوم.
- القافزون.
- ليلة على دليلة، 2014
- المهفات، 2024
- الأمير الصغير، 2024

#### عروض انفرادية
- المكي وزكية.

مسرحية لاقت نجاحاً كبيرا، وضرب بها الرقم القياسي في عدد العروض التي تجاوزت الأربع مائة، ويقال أنه جمع منها ثروة، حتى أن إدارة الضرائب انتبهت إليه وطالبته بحقوقها، ووصل الأمر إلى القضاء، ويؤكد المخرج المنصف ذويب مؤلف المسرحية أن بين التونسيين من شاهد المسرحية بين أربع واثنتي عشرة مرة، حتى أن بعضهم حفظها عن ظهر قلب، كما يشير الأمين النهدي إلى أن تذاكر الدخول إلى المسرحية المذكورة بيعت في السوق السوداء.
تدور المسرحية حول قصة شاب ريفي اسمه المكي أحب زكية فتاة الحضر، ونتج عن هذا الزواج بروز اختلاف بين الفئتين الاجتماعيتين، وتتخلل الأحداث مواقف هزلية ساخرة عن الحب والزواج والطلاق.
ومن المقاطع الفكاهية المضحكة، والتي حفظها التونسيون جميعاً لوفرة الإعلان التلفزيوني عن المسرحية، المشهد الذي تتفاخر فيه حماة المكي بالتفوق العلمي لابنها، وهي تنفخ عمدا في صورته قصد تلميعها أمام أصهارها وتبالغ في إظهار نبوغه.
تقول باللهجة التونسية وبأسلوب ممتع وجميل ما معناه إن ابنها قد استوعب العلوم كلها بفضل ذكائه وهو عاد من أميركا يحمل شهادات علمية لم يحصل عليها أحد غيره حتى 'انهم' احتاروا في إيجاد وظيفة تتناسب ومستواه العلمي.
تقول: اقترحوا عليه وظيفة تأتي في الترتيب مباشرة بعد الوزير فرفض، منحوه منصبا إلى جانب الوزير فلم يقبل، وأخيرا أعطوه منصب الوزير، وهذه المرة فإن الوزير هو الذي قال لا.
- في هاك السردوك نريشو.

في هاك السردوك انريشو (السردوك هو الديك ونريّشوا يعني ننزع ريشه) قصّة لجنة تستعد لاستقبال وزير لحي الانبهار، فيغير الوزير مساره ويتخلّل سرد الأحداث المتتالية نقد لاذع لبعض الظواهر السلبية كالنفاق والوصولية والتزلف وحب البروز وغيرها.
تدور المسرحية في تتالي مقترحات الاحتفال بالوزير الصادرة عن مسؤول ثقافي صغير، متضمنة نقدا لاذعاً للمسؤول الوصولي الذي يسعى إلى تزويق الواقع طمعاً في ترقية، وعند حديثه عن عرضه يسعى الأمين النهدي لأن يصبغ عليه طابعاً يتجاوز المحلية عندما يقول: انظر هذه البربرية السائدة في العالم، وإلى وضع العرب، تفرقة، وتشرذم وصراعات، وكلها قضايا لم يقع ترييشها (أي إيجاد حلول لها) مضيفا: هناك عقلية متخلفة، وهذا هو موضوع مسرحيتي، ولعل جرأة النهدي في الترييش هي التي دفعت النقاد للقول أنه لامس الخطوط الحمراء، بل تجاوزها في نقده، دون أن يتعرض لأي أشكال مع الرقابة.

## روابط خارجية
- الأمين النهدي على موقع IMDb (الإنجليزية)
- الأمين النهدي على موقع أول موفي (الإنجليزية)
- الأمين النهدي على موقع كينوبويسك (الروسية)

## مواضيع ذات صلة
- نصر الدين بن مختار